# هيلو: الاتصال بهارفست
هيلو: الاتصال بهارفست هي رواية خيال علمي عسكري لجوزيف ستاتين. صدرت في أكتوبر 2007، وهي خامس رواية تستند إلى امتياز لعبة فيديو هيلو. كان ستاتين موظفًا قديمًا في بنجي، مطور سلسلة ألعاب الفيديو هيلو؛ قام بإخراج المشاهد المقطوعة في ألعاب الفيديو وهو مساهم رئيسي في قصة هيلو. شرع في كتابة رواية تروق للاعبين، وكذلك أولئك الذين لم يسبق لهم قراءة أي من روايات هيلو.
تدور أحداث الرواية في عام 2525، قبل سبعة وعشرين عامًا من أحداث هيلو: تطور القتال، وتحكي الرواية قصة أول لقاء لقيادة الأمم المتحدة للفضاء مع المجموعة الغريبة المعروفة باسم العهد على مستعمرة عالم الحصاد، وبداية حرب طويلة تليها. الرواية قطعة مجمعة تتبع شخصيات بشرية وفضائية. بطل الرواية هو جندي البحرية الشاب، الرقيب أفيري جونسون، الذي ظهر أيضًا في ألعاب الفيديو هيلو. عند إصداره، لاقى الكتاب استقبالًا جيدًا بشكل عام وأصبح من أكثر الكتب مبيعًا في صحيفة نيويورك تايمز في أسبوعه الأول. أشار النقاد إلى نجاح الرواية كدليل على الأهمية المتزايدة للقصة في ألعاب الفيديو.

## معلومات عامة

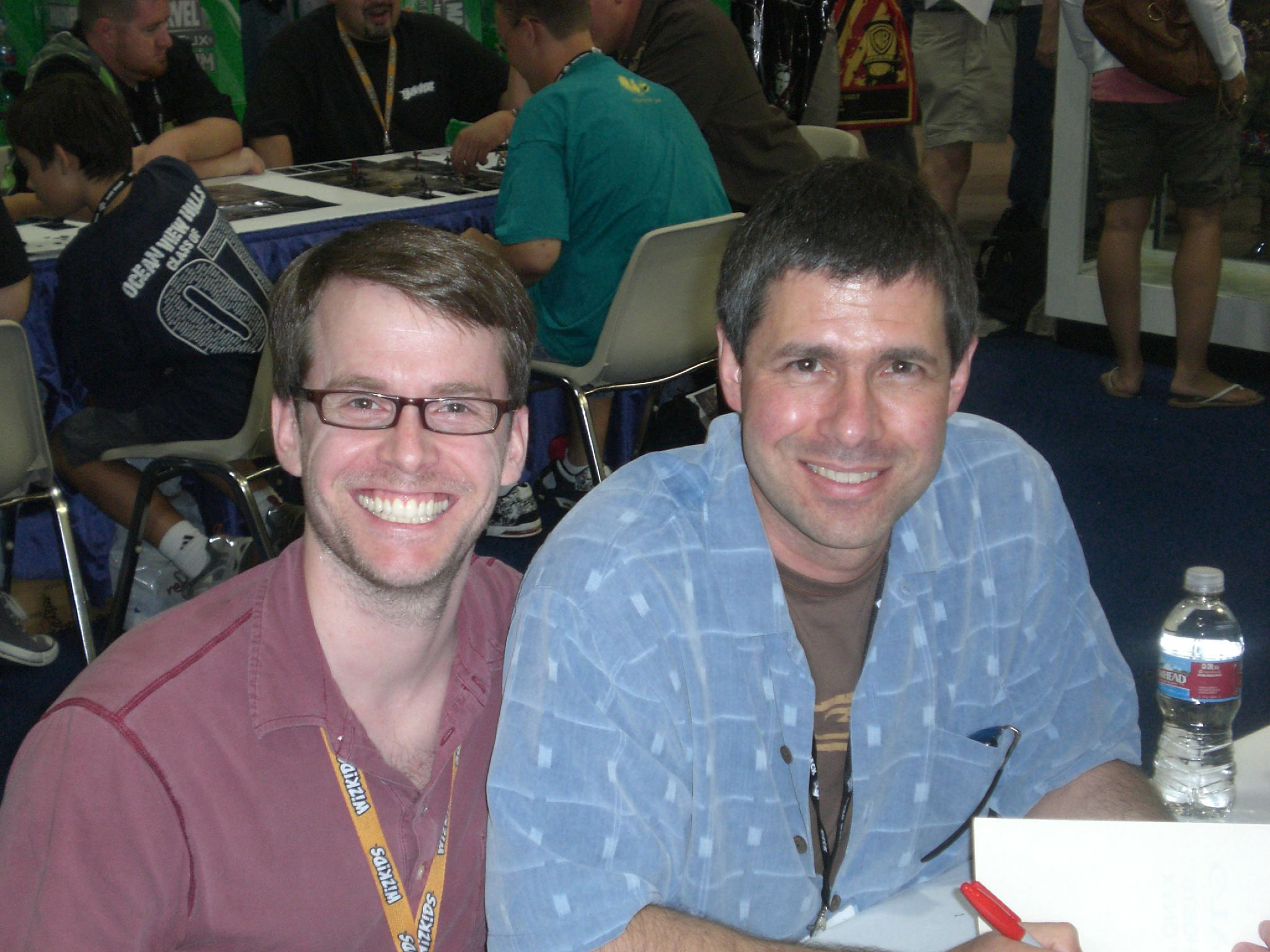
قام ستاتن وزميله مؤلف هبلو إريك نيلوند بترقية هبلو: الاتصال بهارفست في كومك كون إنترناشونال 2007، حيث وزعوا ملصقات غلاف الكتاب.

الروايات الأربع السابقة في سلسلة هيلو هي: هيلو: سقوط ريتش وهيلو: الفيضان وهيلو: الضربة الأولى وهيلو: أشباح أونيكس- كتبها الكاتبان المستقلان إريك نيلوند أو ويليام سي ديتز. سأل ناشر كتب تور مطور هيلو بنجي، عما إذا كان لديهم شخص مناسب لكتابة الرواية التالية. جوزيف ستاتين، موظف بنجي منذ 1998  الذي كتب الكثير من سلسلة هيلو، كان الخيار الواضح. وجد المؤلف أن الكتاب كان الطريقة المثلى للتوسع في قصة هيلو دون تجريدها من لعبة فيديو: "شعرت دائمًا أننا اختصرنا [اللاعب]. "ليس لدينا الكثير من الوقت لسرد القصة بينما الرصاص يتطاير". اعتبر ستاتين الرواية الطريقة المثلى للقيام بشخصية الرقيب جونسون- من كان أحادي البعد في الألعاب- العدالة اللائقة كشخصية متقنة. رداً على سؤال جي4 حول كتابة العمل، أجاب ستاتين أنه شعر أن الكتابة "تنطوي على إبطاء الأمور"، مقارنة بلعبة هيلو. وقال المؤلف أيضًا أن أعمال مؤلفي الخيال العلمي المفضلين لديه ساعدته في تعليمه أهمية شحذ "صوت قوي وثابت". 
في الأصل، كان من المقرر أن يتم شحن الرواية قبل إصدار هيلو في 25 سبتمبر3؛ ذكر ستاتين أنه بسبب مشاركته في كلا المشروعين، تراجعت الرواية وراءها. كما أكد أنه يأمل أن تكون «الاتصال بهارفست» رواية جيدة وليست مجرد أي رواية هيلو «أي شخص ليس من مشجعي هيلو - أي شخص لم يقرأ أيًا من الروايات السابقة - سيكون قادرًا على شراء الاتصال بهارفست والإستمتاع بقرائتها». 
شكل هذا التركيز على الدقة تحديًا لستاتن، لأنه يعتقد أن جمهوره ذكي للغاية، ومستعد، وقادر على الإبلاغ عن العيوب؛ قام زملاؤه من موظفي بنجي بمراجعة مسوداته مع «هالو الكتاب المقدس» لضمان إتفاق قانوني. أحد الأمثلة على ذكاء المعجبين حدث بعد فترة وجيزة من الكشف عن غلاف الرواية في يوليو 2007. الغلاف يصور بطل الرواية، الرقيب أفيري جونسون يحمل سلاحًا يعرف باسم بندقية المعركة. كما تم تقديم السلاح لأول مرة في لعبة فيديو هيلو 2 وأحداث الاتصال بهارفيست تحدث قبل عقود من أحداث اللعبة، سارع المشجعون إلى القول إن ستاتين قد ارتكب خطأ. أشار ستاتين لاحقًا إلى أن لديه أسبابًا وجيهة لإدراج السلاح المخالف في الكتاب، وبرر بالقول أن السلاح هو نموذج أولي للإصدار الذي يستخدمه اللاعبون في اللعبة.

## الأحداث
تجري أحداث الاتصال بهارفست في العام 2524 في عالم هيلو، حيث سمحت تكنولوجيا أسرع من الضوء للبشرية بالإنتشار عبر المجرة. الرواية عبارة عن قطعة مجمعة، حيث يتم سرد العمل من وجهات نظر العهد البشري والفضائي. بعد ملاحظة اختفاء السفن حول المستعمرة الزراعية النائية هارفست، ترسل قيادة الفضاء التابعة للأمم المتحدة رقباء الأركان أفيري جونسون ونولان بيرن إلى هارفست لتكوين ميليشيا. حيث تم الكشف عن حالات الاختفاء على أنها سفن غريبة من طراز كيج يار تعترض السفن في بحثها عن الآثار التي خلفها سباق الرواد، وهو سباق قديم مقدس لدى الكيج يار وأعضاء آخرين من العهد. يصاب أعضاء السفينة بالصدمة عندما يكتشفون أن أدواتهم تشير إلى مئات الآلاف من آثار سباق الرواد في هارفست. نصب "جونسون'' و''بيرن'' فخًا للخاطفين في قتال مع العهد. حيث أتت سفينة أخرى تابعة للعهد، هذه السفينة كان طاقمها من جنس الجارلهاني. صدرت أوامر لهذه القوات، بقيادة زعيمهم مكابيوس، بتأكيد وجود الآثار؛ على الرغم من تحفظات ابن أخته، تارتاروس، يوافق مكابيوس على التشاور مع البشر في هارفست لتأمين الآثار القديمة. في خضم الاجتماع في حدائق هارفست، يبدأ العهد معركة بالأسلحة النارية وحطم ذلك محادثات السلام.
في العهد، المدينة المقدسة العليا للأعمال الخيرية، يخطط اثنان من سان شيوم، وزير «الثبات» ونائب وزير «الهدوء»، ليحل محل رؤساء الكهنة النبويين الثلاثة الذين يقودون العهد حاليًا. يزورون عالم فقه اللغة للحصول على البركات والمشورة. بينما يلتقي وزير الثبات مع نائب وزير الهدوء عالم اللغة، يستيقظ «أوراكل»، رائد الذكاء الاصطناعي المسمى بميندكت باياس، من السكون. يخبر الميندكت باياس عائلة سان 'شيوم بأن «القطع الأثرية السابقة» التي تم العثور عليها في هارفست هي في الواقع البشر أنفسهم، مما يعني أن التعاليم المركزية للعهد خاطئة. يدرك وزير الثبات أن الحقيقة يجب ألا تنكشف أبدًا، لئلا يتمزق العهد.
بالعودة إلى هارفست، يواصل جونسون وميليشياته مقاومة هجوم العهد. يُطلب من مكابيوس قصف الكوكب من الفضاء، لكنه يعصي الأوامر ويشن هجومًا بريًا في محاولة لاستعادة الآثار. يصعد جونسون وفريقه على منصة مدارية لإجلاء سكان هارفست. تارتاروس يتحدى مكابيوس للسيطرة على مجموعة الجارلهاني، ويقتل عمه ليصبح القائد التالي. نجح المدنيون والناجون من هرافست في إخلاء الكوكب، بينما في مؤسسة الأعمال الخيرية، أصبح وزير الثبات ونائب وزير الهدوء وعالم فقه اللغة بمثابة رؤساء هرمية النبي الجدد، ويعلنون حربًا ضد الإنسانية لقمع الحقيقة التي تعلموها.

## استقبال
عند الإصدار، ظهر الاتصال بهارفيست في المرتبة الثالثة على قائمة أفضل البائعين في نيويورك تايمز. ظهرت الرواية أيضًا في قائمة أفضل الكتب مبيعًا في مجلة الولايات المتحدة الأمريكية اليوم و دار النشر الأسبوعية في نفس الوقت.  لاحظ المراجعون أنه على الرغم من كونه كاتبًا غير مثبت، فقد نجح ستاتن في صياغة رواية ممتازة.  تضمنت الشكاوى النثر الوصفي المفرط واستخدام المصطلحات العسكرية. قال ويل توتل من موقع قيم سباي أن نجاح الرواية كان منطقيًا لأن ألعاب الفيديو تدور حول القصة بشكل متزايد. صدر لاحقًا كتاب مسموع مكون من عشرة أقراص مدمجة، يضم أصوات هولتر جراهام وجين تايلور؛ استمتعت دار النشر الأسبوعية بأداء غراهام، لكنها شعرت أن تركيز تايلور المفرط اللهجات المبتذلة ينتقص من توتر الرواية.
كان نجاح الاتصال بهارفست كان مفاجئ للبعض. في 8 كانون الثاني (يناير) 2008، نشر مقطع «كل الأشياء في الاعتبار» في الإذاعة العامة الوطنية قصة سأل فيها الصحفي تشانا جوفي ستاتن إذا تفاجئوا اللاعبين من أن هيلو لديها قصة على الإطلاق. ويعتقد العديد من الكتاب الذين غطوا القصة أن مقطع «كل الأشياء في الاعتبار» كان متحيز ضد اللاعبين.   سكوت سيجل من جويستيك، على وجه الخصوص، انتقد المحاور تشانا جوف، قائلاً إنها «تلقي بلكمات غير عادلة على عشاق ألعاب الفيديو».

## روابط خارجية
- Halo: Contact Harvest Prologue at Bungie نسخة محفوظة September 26, 2017, على موقع واي باك مشين.
- هالو: مقابلة Harvest مع جوزيف ستاتين